# Gare de Bonfol
La gare de Bonfol est une gare ferroviaire suisse de la ligne de Porrentruy à Bonfol. Elle est située à environ 400 mètres au sud-est du centre de la localité de Bonfol sur le territoire de la commune du même nom, dans le Canton du Jura.

## Situation ferroviaire
Établie à 437 mètres d'altitude, la gare terminus de Bonfol est située au point kilométrique (PK) 10,89 de la ligne de Porrentruy à Bonfol, entre l'embranchement de la Décharge industrielle et la Vendlincourt.

## Histoire
La gare de Bonfol est mise en service le 14 juillet 1901, lors de l'inauguration de la ligne de Porrentruy à Bonfol.
La ligne et la gare sont électrifiées en 1952.